# Serie A 1951 (damvolleyboll, Italien)
Serie A  FIPAV 1951 var den sjätte upplagan av serien, som utser de italienska mästarna i volleyboll på damsidan. Fari Brescia vann serie för första gången. Serien bestod av sex lag som alla mötte varandra både hemma och borta. Då ställningen mellan Brescia och Invicta Trieste var lika efter att serien var färdigspelad avgjordes titeln genom en direkt avgörande match mellan lagen. Den spelades 2 juli 1951 i Verona. Brescia vann matchen med 3-2 (8-15, 15-11, 15-10, 13-15, 15-10).

## Sluttabell[1]
| Pos.. | Lag                    | Pt | M  | V | F | SV | SF |
| ----- | ---------------------- | -- | -- | - | - | -- | -- |
| 1.    | Fari Brescia           | 16 | 10 | 8 | 2 | 28 | 11 |
| 2.    | Invicta Trieste        | 16 | 10 | 8 | 2 | 26 | 12 |
| 3.    | Lega Nazionale Trieste | 12 | 10 | 6 | 4 | 24 | 16 |
| 4.    | Fari Bergamo           | 6  | 10 | 3 | 7 | 15 | 23 |
| 5.    | Pavoniana Brescia      | 6  | 10 | 3 | 7 | 10 | 23 |
| 6.    | Indomita Modena        | 4  | 10 | 2 | 8 | 10 | 28 |

| Italienska mästare |

## Resultat

### Spelschema
|                   | Bergamo | Brescia Fari | Brescia Pavoniana | Modena | Trieste Invicta | Trieste LN |
| ----------------- | ------- | ------------ | ----------------- | ------ | --------------- | ---------- |
| Bergamo           | XXX     | 1-3          | 3-0               | 3-1    | 1-3             | 3-1        |
| Brescia Fari      | 3-0     | XXX          | 3-0               | 3-1    | 1-3             | 3-1        |
| Brescia Pavoniana | 3-2     | 0-3          | XXX               | 3-0    | 1-3             | 0-3        |
| Modena            | 3-2     | 0-3          | 0-3               | XXX    | 1-3             | 3-2        |
| Trieste Invicta   | 3-0     | 3-2          | 3-0               | 3-0    | XXX             | 3-1        |
| Trieste LN        | 3-0     | 3-2          | 3-0               | 3-1    | 3-1             | XXX        |